# Мирзоев, Князь Ибрагимович
Князь Ибрагимович Мирзоев (1 мая 1947, Рейганлу, Зангибасарский район, Армянская ССР, СССР — 8 августа 2021, Алма-Ата) — советский и казахстанский литературовед, филолог-востоковед, педагог, доктор филологических наук (1987), профессор, заведующий кафедрой восточной филологии и перевода КазНПУ им. Абая, академик Международной академии наук Высшей школы и Академии социальных наук Республики Казахстан, член Совета Ассамблеи народа Казахстана, президент Ассоциации курдов Республики Казахстан «Барбанг».

## Биография
Князь Ибрагимович Мирзоев родился 1 мая 1947 года в селе Рейганлу Масисского района Армянской ССР, в курдской семье, депортированной в Алматинскую область Казахстана в 1937 году.
Главные вехи на жизненном пути филолога-востоковеда Мирзоева: доктор филологических наук, профессор, академик, действительный член Международной академии наук Высшей школы, академик Академии социальных наук Республики Казахстан, президент Ассоциации курдов Казахстана «Барбанг» (с 2003 г.), член совета Ассамблеи народа Казахстана, заместитель председателя Ассамблеи народа Казахстана Елбасы Н.А. Назарбаева (2013 г.), Президент Международной федерации курдских общин (МФКО, с 2017 г.).
Князь Мирзоев долгие годы возглавлял кафедру азербайджанского языка и литературы Армянского государственного университета им Х.Абовяна. В 90-х годах, после переезда в Алматы, он руководил кафедрой восточной филологии, возглавлял Центр мировых языков и одновременно был проректором по международным связям Казахского национального педагогического университета имени Абая. До последних дней жизни он успешно руководил кафедрой восточной филологии и перевода КазНПУ имени Абая, продолжая вносить свой неоценимый вклад в развитие университета.
Фундаментальное монографическое исследование К. И. Мирзоева «Проблемы межлитературных связей и преемственности», изданное в 1995 году – одна из первых научно-перспективных разработок этих проблем в восточной компаративистике.
Авторству учёного принадлежат более 500 работ разных жанров – от научно-исследовательских и учебно-методических до научно-популярных. В их числе около 30 монографий, среди которых представляют интерес монографии и учебные пособия: «Национальные литературы и литературные взаимосвязи» (1985 г.), «Литературные горизонты» (1986 г.), «Тема дружбы народов в национальных литературах» (1988 г.), «Мост дружбы» (1989 г.), «Низами и литература народов Востока» (1995 г.), «Поэзия Абая: «Вглядись в свое сердце…»» (1995 г.), «Исторические судьбы курдской литературы» (1996 г.), «Малая энциклопедия курдов» (2001), «Курдский язык для 2-5 классов» (2006 г.), «Курдский язык для 6-9 классов» (2006 г.), «Методическая помощь для учителей курдского языка» (2006 г.), учебная программа по арабскому языку, а книга «Курды. История и современность» в 2-ух томах (2016) была переведена на курдский, арабский, английский и другие языки.
Особым достижением Князя Ибрагимовича стало издание учебно-методических пособий и материалов для изучения курдского языка, среди которых учебник курдского языка «Zimane Kurdi» для общеобразовательных и воскресных школ республики и азбуки курдского языка «ABC Alfabe», которая впервые издана на основе латинице в Казахстане.
Князь Ибрагимович посвятил более 160 работ внешней и внутренней политике нашего государства, такие как: «Надёжная опора состоявшегося государства» (2015 г.), «Н.А.Назарбаев – основатель суверенного Казахстана» (2019 г.), «Литература народов Казахстана» (2018 г.), и многие др.
Как учёный востоковед, Мирзоев К.И. также посвятил свои ценные труды вопросам изучения казахско-курдской историко-культурной взаимосвязи. Его перу принадлежат такие работы, как: «Казахстан в курдской литературе», «Казахско-курдские литературные связи», «Шығыс әдебиеті», «Слова-назидания Абая на курдском языке», поэзия Абая «Вглядись в своё сердце» (на курдском языке), переводы трудов классиков казахской литературы на курдский язык, и др.
Эти и другие работы учёного отличают высокий профессиональный уровень, научная новизна, фактическая насыщенность, современность критериев в анализе историко-литературных явлений, сочетание глубины мысли с широтой литературоведческого подхода.
Всю свою творческую энергию, научный и организаторский талант Князь Ибрагимович посвятил развитию образования, культуры и науки. Многоплановая и активная работа связывала талантливого и любимого студентами педагога с высшей школой Казахстана.
Научно-педагогический интерес профессора К. И. Мирзоева был связан с проблемами современного сравнительного литературоведения. Он занимался литературной компаративистикой на материале классических литератур Востока (поэтика Фирдоуси, Низами, Моллы Джезири, Шота Руставели, Фрика, Ахмеде Хани, Абая, Ауэзова, Самеда Вургуна и др.).
Под руководством К. И. Мирзоева были защищены десятки кандидатских диссертаций. Он был научным консультантом нескольких защищенных докторских диссертаций, членом ученых советов ряда зарубежных вузов и научно-исследовательских институтов (Париж, Берлин, Брюссель, Эрбиль и др.), активным участником международных научно-теоретических и практических конференций (Алматы, Москва, Санкт-Петербург, Эрбиль, Баку, Ереван, Тбилиси, Париж, Берлин, Амстердам, Брюссель, Стамбул и многие др.).
В разное время Князь Ибрагимович являлся членом Союза писателей СССР, членом правления и председателем секции по азербайджанской литературе Союза писателей Армении, главным редактором альманаха «Эдеби Эрменистан» («Литературная Армения»), членом Союза писателей и Союза журналистов Казахстана, главным редактором литературно-художественного журнала «Нубар» (г. Алматы), председателем Среднеазиатского отдела Пен Курд.
Еще в 1991 году он избирался первым вице-президентом Всесоюзной ассоциации курдов СССР, а в 2002 году стал заместителем председателя Международного Союза курдских общественных объединений (г. Москва). С сентября 2003 года Князь Ибрагимович успешно возглавил Ассоциацию курдов РК «Барбанг». В 2013 году вновь был переизбран председателем объединения. В 2017 году Князь Мирзоев был избран Президентом Международной федерации курдских общин (МФКО). Князь Ибрагимович всю свою жизнь неустанно продолжал вносить весомый вклад в развитие курдской диаспоры.
К.И. Мирзоев принял активное участие в становлении Ассамблеи народа Казахстана и более 25 лет работал на её поприще. С первого дня основания Ассамблеи народа Казахстана Князь Ибрагимович вёл активную и плодотворную работу по поддержке государственной политики в области межэтнического и межконфессионального согласия, был активным проповедником казахстанской модели межэтнического согласия в республике и за её пределами.
Он регулярно выступал в республиканских, международных средствах массовой информации, поддерживая внутреннюю и внешнюю политику, проводимую Республикой Казахстан, пропагандируя осуществляемые социально-экономические реформы, казахстанскую модель межэтнического, межконфессионального согласия.
В течение многих лет под его руководством был осуществлен ряд актуальных мероприятий по межнациональному, межконфессиональному согласию, особенно среди курдской диаспоры по развитию её культуры, литературы, языка.
Известный исследователь восточной литературы, основатель и руководитель казахстанской школы курдоведов Мирзоев К.И. также являлся членом международного PEN-клуба по Казахстану и Средней Азии, членом ряда курдских научно-исследовательских Институтов мира (Париж, Брюссель, Берлин, а также Академии наук Иракского Курдистана) и др.
Указом Президента Республики Казахстан от 22 октября 1998 года за заслуги перед республикой и плодотворную деятельность в сфере образования и науки К. И. Мирзоев был удостоен высокой государственной награды – ордена «Құрмет» и в 2006 году нагрудного знака — «За заслуги в науке Республики Казахстан».
За активную и плодотворную многолетнюю деятельность Князь Ибрагимович был отмечен многочисленными значимыми государственными и общественными наградами, почётными грамотами, благодарственными письмами и медалями, среди которых «10 лет независимости Республики Казахстан» (2001), «10 лет Конституции Республики Казахстан» (2005 г.), «10 лет г. Астаны» (2008г.), «Президентский грант РК» (2005, 2006, 2007 гг.), золотая Медаль Единства народа Казахстана «Бірлік» (2010 г.), «Қазақстанның еңбек сіңірген қайраткері» (2011 г.), «Орден Ломоносова» г. Москва (2009 г.), «20 лет Независимости Республики Казахстан» (2011), «25 лет Ассамблее народа Казахстана» (2020 г.), «25 лет Конституции Республики Казахстан», ряд грамот Министерства образования и науки РК, Министерства культуры и информации и др.
В 2017 году курдский ученый и общественный деятель Князь Ибрагимович Мирзоев получил звание заслуженного деятеля Казахстана.
Князь Ибрагимович посвятил всю свою жизнь всестороннему развитию и деятельности всемирной курдской диаспоры.
До последних дней жизни, наряду с научной деятельностью Князь Ибрагимович вёл активную общественную работу с курдскими диаспорами республик бывшего СССР, и не только, чем внёс неоценимый вклад в развитие курдского этноса в странах бывшего СССР, включая укрепление общественного согласия, развитие и сохранение курдского языка и культуры, вопросов образования, самобытности, возрождения и укрепления народных ценностей и традиций, организацию и проведение культурно-массовых мероприятий, а также развитие международных связей курдской диаспоры с исторической родиной, принимал активное участие в создании и развитии международного видеоканала Yekbûn TV.
Посещая и организовывая научно-практические конференции и культурно-массовые мероприятия курдов Казахстана, способствовал также развитию дружбы казахского и курдского народов. Как публицист, имеет немало статей и материалов, связанных с казахстанской действительностью и вопросами развития курдского этноса Казахстана.
Князь Мирзоев также неоднократно посещал регионы Курдистана, где встречался с разными общественно-политическими деятелями, также участвовал в разных мероприятиях и конференциях, встречах представителей курдских диаспор стран Европы и бывшего СССР. Наряду с этим, Князь Ибрагимович, благодаря встречам и связям с государственными и общественными деятелями, всецело способствовал дружбе народов и укреплению межэтнического согласия, а также всестороннему развитию курдского этноса в странах бывшего СССР.
Настоящий пример для молодого поколения и семьянин, отец трёх сыновей и двух дочерей, Князь Ибрагимович продолжал неустанно уделять значительное время развитию и воспитанию молодого поколения.
Князь Ибрагимович скончался 8 августа 2021 года. Похоронен в селе Мухаметжана Туймебаева Илийского района Алматинской области.

## Книги
- Из истории азербайджано-курдских литературных связей : курдская литература и проблемы ее изучения : (учебное пособие) / К. Мирзоев. — Ереван : Армянский Государственный Педагогический Институт им. Х. Абовяна, 1978 [на азерб. яз.].
- Национальные литературы и литературные взаимосвязи : из истории литературных связей курдского народа с народами Закавказья : (учебное пособие) / К. Мирзоев. — Ереван : Армянский Государственный Педагогический Институт им. Х. Абовяна, 1985 [на азерб. яз.].
- Литературные горизонты : связи курдской литературы с литературами народов СССР. / К. Мирзоев. — Ереван : Советакан грох, 1986 [на азерб. яз.].
- Мост дружбы : азербайджано-курдские литературные связи. / К. Мирзоев. — Баку : Язычы, 1988 [на азерб. яз.].
- Курды. Малая энциклопедия: (очерки истории и культуры). / К. И. Мирзоев. — Алматы: «КОМПЛЕКС» 2001. Архивировано 17 августа 2025 года.
- Курды. История и современность. / К. И. Мирзоев. — Алматы: Издательство «Үлағат», 2016. Архивировано 17 августа 2025 года.
- Азербайджанский язык : (учебное пособие для иностранных студентов). / К. Мирзоев [и др.] — Алматы : Издательство «Ұлағат», 2018.
- Kurd Dîrok û Dema Nû (рус. История курдов и современность). — Стамбул : Доз Йайынлары, 2018.
- Духовные ценности как основа фундамента культуры народов / К. Мирзоев, С. Ананьева, А. Карлюкевич, К. Абдрахманова. — Минск : Белпринт, 2020.